# Killingholmen (Sande)
Killingholmen est une île de la commune de Sande, dans le comté de Vestfold en Norvège.

## Description
L'île est située à l'extrémité de Sandebukta, à l'ouest de l'entrée du Drammensfjord. 
L'île a été utilisée pendant de nombreuses années comme camp de vacances Killingen et pour l'école d'été. Dès la Seconde Guerre mondiale, la commune de Drammen dirigeait une colonie de vacances à Killingholmen. Depuis 2011, le site est géré par l'association touristique Bymisjon Drammen, Drammen et Oppland de l'Église et le cercle sportif Buskerud en tant que camp d'été pour les enfants de Drammen âgés de 8 à 12 ans. 
La maison principale de 1942 contient une grande cuisine, une salle à manger et des salons, tandis qu'un dortoir de 42 lits a été achevé en 2000. 

## Aire protégée
À l'ouest se trouve la Réserve naturelle de Kulpa créée en 1988.
La pointe sud de Killingholmen est protégée en tant que réserve naturelle de Killingholmen, créée en 1988.